# Mistrzostwa Świata w Lekkoatletyce 1983 – bieg na 3000 m kobiet

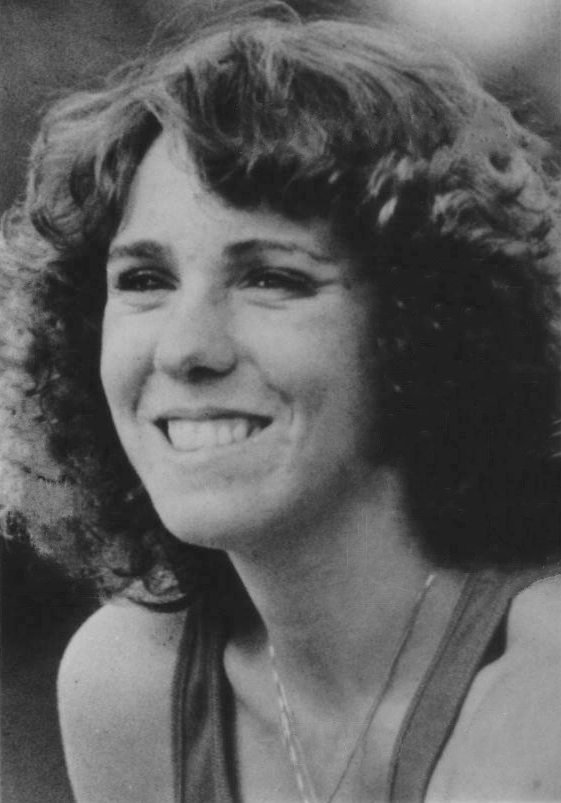
Mistrzyni świata Mary Decker

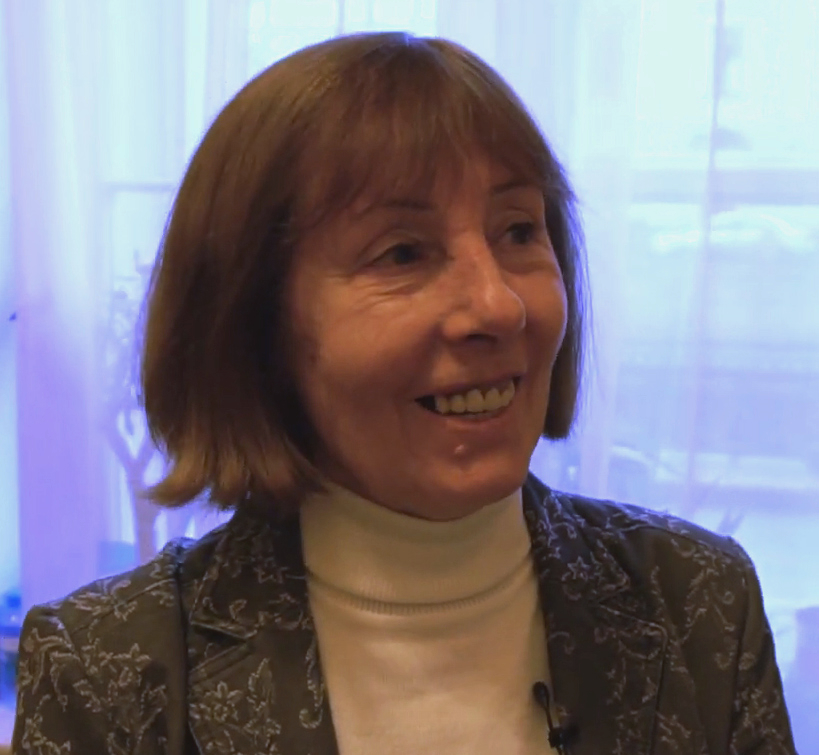
Brązowa medalistka Tatjana Kazankina

Bieg na 3000 metrów kobiet – jedna z konkurencji biegowych rozgrywanych podczas lekkoatletycznych mistrzostw świata w 1983 na Stadionie Olimpijskim w Helsinkach.

## Terminarz
| Data        |            |
| ----------- | ---------- |
| 8 sierpnia  | Eliminacje |
| 18 sierpnia | Finał      |

## Rekordy
|               | Zawodniczka        | Wynik   | Miejsce | Data               |
| ------------- | ------------------ | ------- | ------- | ------------------ |
| Rekord świata | Swietłana Ulmasowa | 8:26,78 | Kijów   | 25 lipca 1982(dts) |

## Wyniki

### Eliminacje
Rozegrano 2 biegi eliminacyjne. Z każdego biegu pięć najlepszych zawodniczek automatycznie awansowało do finału (Q). Skład finalistek uzupełniło pięć najszybszych biegaczek spoza pierwszej piątki z obu biegów eliminacyjnych (q).

### Bieg 1
| Poz. | Imię i nazwisko       | Narodowość        | Wynik    | Uwagi |
| ---- | --------------------- | ----------------- | -------- | ----- |
| 1    | Swietłana Ulmasowa    | ZSRR              | 8:46,65  | Q     |
| 2    | Agnese Possamai       | Włochy            | 8:46,68  | Q     |
| 3    | Brigitte Kraus        | RFN               | 8:47,25  | Q     |
| 4    | Wendy Sly             | Wielka Brytania   | 8:47,39  | Q     |
| 5    | Christine Benning     | Wielka Brytania   | 8:49,71  | Q     |
| 6    | Aurora Cunha          | Portugalia        | 8:51,66  | q     |
| 7    | Natalja Artiomowa     | ZSRR              | 8:54,14  | q     |
| 8    | Lynn Kanuka           | Kanada            | 8:54,61  | q     |
| 9    | Geri Fitch            | Kanada            | 9:01,85  |       |
| 10   | Monica Joyce          | Irlandia          | 9:14,83  |       |
| 11   | Helena Hyvonen        | Finlandia         | 9:19,65  |       |
| 12   | Brenda Webb           | Stany Zjednoczone | 9:24,38  |       |
| 13   | Marcianne Mukamurenzi | Rwanda            | 9:26,59  |       |
| 14   | Marit Holtklimpen     | Norwegia          | 9:43,40  |       |
| 15   | Khadija Al Matari     | Jordania          | 10:49,62 |       |
| –    | Betty Van Steenbroeck | Belgia            | DNF      |       |

### Bieg 2
| Poz. | Imię i nazwisko    | Narodowość        | Wynik    | Uwagi |
| ---- | ------------------ | ----------------- | -------- | ----- |
| 1    | Tatjana Kazankina  | ZSRR              | 8:44,72  | Q     |
| 2    | Mary Decker        | Stany Zjednoczone | 8:44,72  | Q     |
| 3    | Cornelia Bürki     | Szwajcaria        | 8:46,94  | Q     |
| 4    | Jane Furniss       | Wielka Brytania   | 8:48,59  | Q     |
| 5    | Alison Wiley       | Kanada            | 8:51,27  | Q     |
| 6    | Lorraine Moller    | Nowa Zelandia     | 8:51,78  | q     |
| 7    | Eva Ernström       | Szwecja           | 8:51,91  | q     |
| 8    | Ivana Kleinová     | Czechosłowacja    | 8:55,54  |       |
| 9    | Maggie Keyes-Kraft | Stany Zjednoczone | 9:01,97  |       |
| 10   | Vera Michallek     | RFN               | 49:04,51 |       |
| 11   | Marica Mršić       | Jugosławia        | 9:05,59  |       |
| 12   | Pilar Fernández    | Hiszpania         | 9:10,86  |       |
| 13   | Maria Radu         | Rumunia           | 9:30,37  |       |
| 14   | Monica Regonessi   | Chile             | 9:31,95  |       |
| 15   | Kriscia García     | Salwador          | 10:06,14 |       |

### Finał
| Poz. | Imię i nazwisko    | Narodowość        | Wynik   | Uwagi |
| ---- | ------------------ | ----------------- | ------- | ----- |
| 1    | Mary Decker        | Stany Zjednoczone | 8:34,62 |       |
| 2    | Brigitte Kraus     | RFN               | 8:35,11 | [ 2 ] |
| 3    | Tatjana Kazankina  | ZSRR              | 8:35,13 |       |
| 4    | Swietłana Ulmasowa | ZSRR              | 8:35,55 |       |
| 5    | Wendy Sly          | Wielka Brytania   | 8:37,06 | [ 2 ] |
| 6    | Agnese Possamai    | Włochy            | 8:37,96 | [ 2 ] |
| 7    | Jane Furniss       | Wielka Brytania   | 8:45,69 |       |
| 8    | Natalja Artiomowa  | ZSRR              | 8:47,98 |       |
| 9    | Aurora Cunha       | Portugalia        | 8:50,20 |       |
| 10   | Lynn Kanuka        | Kanada            | 8:50,20 |       |
| 11   | Cornelia Bürki     | Szwajcaria        | 8:53,85 |       |
| 12   | Eva Ernström       | Szwecja           | 8:57,59 |       |
| 13   | Christine Benning  | Wielka Brytania   | 8:58,01 |       |
| 14   | Lorraine Moller    | Nowa Zelandia     | 9:02,19 |       |
| 15   | Alison Wiley       | Kanada            | 9:15,35 |       |